# Blanquefort (Gers)
Blanquefort è un comune francese di 61 abitanti situato nel dipartimento del Gers nella regione dell'Occitania.

## Società

### Evoluzione demografica
Abitanti censiti